# Phoenix Contact
Phoenix Contact är ett tyskt företag som erbjuder komponenter, system och lösningar inom området elektroteknik, elektronik och automation. Huvudkontoret ligger i Blomberg i East Westfalen-Lippe. Sedan starten 1923, har Phoenix Contact utvecklas till ett internationellt företag.
År 1923, grundade Hugo Knümann en försäljningsorganisation för elektroniska produkter i Essen och distribuerade kontaktledningsterminaler för spårvägar. Då kallat Phönix Elektrizitätsgesellschaft. År 1928, konstruerade Hugo Knümann den första kopplingsplinten tillsammans med Rheinisch-Westfälische Elektrizitätswerke (RWE). Den användes i kraftverk. Under natten den 13 mars 1943 drabbades huvudkontoret i Holle Street i Essen av bomber. Företaget flyttade till Blomberg och började tillverka i den hyrda "Bürgerheim". År 1957 var de första två tillverkningsbyggnaderna byggda på Flach Markt i Blomberg. Blomberg har varit huvudkontor i bolaget sedan 1966.
I Sverige har företaget funnits sedan 80-talet. Företagets svenska huvudkontor ligger i Huddinge utanför Stockholm, med försäljningskontor i Göteborg och Malmö.